# フランソワ・ルガ

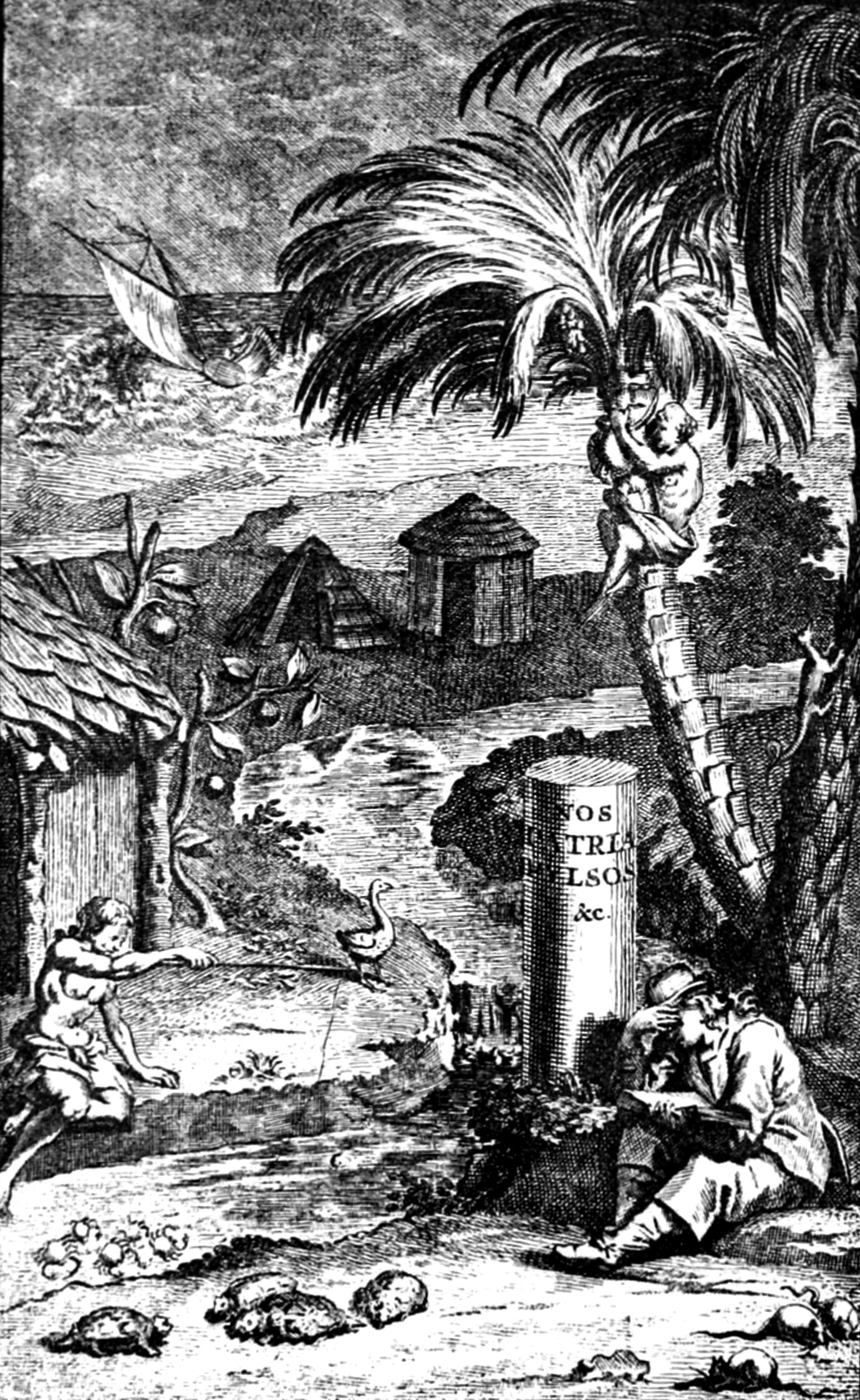
1708年に出版された書籍の挿絵

フランソワ・ルガ（François Leguat, 1638年 - 1735年）は、17-18世紀フランスの旅行家、冒険家。

## 生涯
1638年、フランス東部の旧ブレス地方にあるサン-ジャン-シュル-ヴェルの小さな村に生まれ、爵位はなかったがエキュイエであった。イギリスへ渡り1709年にその地で帰化。1735年に死亡。96歳であった。家族構成などの詳細は不明であり、『インド洋への航海と冒険（Voyage de Avantures）』以外執筆はしておらず、またこの著作に関しても、彼以外の手によって書き加えられたことが確実であるとされている。

## 『インド洋への航海と冒険』
ヘンリー・グレイ閣下に
この旅行記は閣下への感謝の意と敬意を表した文章から始まる。彼の報告書が出版されることに非常に謙虚な姿勢を示しており、彼の閣下に対する従順の気持ちが読み取れる。日付は1707年10月7日、ロンドンで書かれた。
まえがき
まえがきでは、彼は具体的な旅行家、旅行記の名前を出し称賛、時には批判をしながら自分の旅行記に対する信念を述べている。例えば彼はよく読者に問われる3つの疑問を述べている。
- 一、彼の報告は脱線が多い。
- 二、報告書に実名を載せるべきか、また載せるべきではないか。
- 三、なぜ新世界への移住などという危険で困難なことを実行したのか

彼はこの疑問すべてに回答している。脱線に関しては、読者自身もあたかも一緒に旅をしているような気にさせるために、旅行家は旅行家が見たもの、学んだもの、自身に起こったことを収めるようにするべきであると述べている。実名の件に関しては、旅行家の語ることすべてが真実であるべきだとし、そのためには名前の省略などするべきではないとしている。最後にこの旅全体への疑問には、いっさいを神慮に託したと述べ、移住先で一生を過ごすことになったとしても、彼にとっては穏やかな滞在地であったらしい。
日本語訳
- 『インド洋への航海と冒険』中地義和訳、岩波書店「17・18世紀大旅行記叢書【第II期】第1巻」、2002年

## 旅程
- 1689年8月6日、オランダに到着。
- 1690年7月10日、アムステルダムを出発。10月31日、バラストの調達のためにカーボベルデ諸島に上陸。
- 1691年1月26日、喜望峰近くの湾岸に投錨。4月3日にエデン島を発見するも、上陸せず。4月30日、ロドリーグ島（ロドリゲス島）到着、定住。
- 1693年4月19日、出航を試みるも失敗。5月21日再び出発。5月29日、モーリス島（モーリシャス諸島）へ奇跡的に到着。マスカレーニュ島（マスカリン諸島）への逃亡を試みるも失敗、離れ小屋へ流刑される。
- 1696年12月6日、バタヴィアに到着。
- 1698年2月13日、再び喜望峰に到着。
- 1698年3月8日、物資補給のためにセントヘレナ島に向かい、4月26日出帆。
- 1698年6月28日、オランダのヴリシンゲンに到着。

## 後世への影響
本旅行記のロドリーグ島（ロドリゲス島）での描写に登場した「孤独鳥（ソリテール）」は現代では絶滅してしまった鳥であり、発見者の記述も少なく、博物学者からは存在が疑われた時もあった。ところが、19世紀後半に、同島の洞窟から様々な絶滅種の化石が発見され、ルガの描写と一致したものもあり、この旅行記が博物学に与えた影響は大きいと言える。